# Diocèse de Ciudad Rodrigo
Le diocèse de Ciudad Rodrigo (en latin : diœcesis Civitatensis ; en espagnol : diócesis de Ciudad Rodrigo) est un diocèse de l'Église catholique en Espagne, suffragant de l'archidiocèse de Valladolid, Depuis 2021, l'évêque est José Luis Retana Gozalo (es).

## Territoire

Carte des diocèses d'Espagne avec le diocèse de Ciudad Rodrigo en rouge

Le diocèse est dans la partie sud-ouest de la province de Salamanque avec l'évêché à Ciudad Rodrigo où se trouve la cathédrale Sainte-Marie, son territoire couvre une superficie de 4264 km2, il comprend 120 paroisses regroupées en sept archidiaconés : Abadengo, Agueda, Argañán, La Ribera, Ciudad Rodrigo, Campo Charro et Yeltes.

## Histoire
Le diocèse est créé le 13 février 1161 après la reconquista de Ciudad Rodrigo grâce à un accord entre l'archevêque de Saint-Jacques-de-Compostelle et le roi Ferdinand II de León pour donner plus d'importance à la ville et servir de rempart contre les musulmans. L'évêché de Ciudad Rodrigo est créé comme héritier de l'ancien diocèse de Caliabria. À cette époque, il était suffragant de l'archidiocèse de Saint-Jacques-de-Compostelle.
Le premier évêque n'est pas nommé avant 1168 probablement à cause de difficultés avec le diocèse de Salamanque auquel le diocèse de Ciudad Rodrigo avait pris les territoires. Les limites orientales du diocèse sont établies entre 1173 et 1174. Alexandre III confirme la création du nouveau diocèse le 25 mai 1175. La frontière sud avec le diocèse de Coria-Cáceres est fixée entre 1193 et 1213.
Au cours du grand schisme d'Occident, le diocèse a trois évêques simultanément : un d'obéissance romaine, un d'obéissance avignonnaise et l'autre indépendant. Pendant cette période, le diocèse perd quarante-cinq paroisses établies sur le territoire portugais. Les changements des limites diocésaines sont confirmés par Sixte IV le 21 juin 1481, les protestations des évêques de Ciudad Rodrigo durent jusqu'à la fin du XVIe siècle mais restent infructueuses. Le 25 novembre 1769, l'évêque Cayetano Cuadrillero Mota fonde le séminaire diocésain sous le patronage de saint Gaétan de Thiene.
Le concordat de 1851 prévoit l'abolition du diocèse mais n'a aucun effet canonique immédiatement. En 1843, le siège est vacant et le reste jusqu'en 1867 ; pendant ce temps, les évêques de Salamanque sont administrateurs apostoliques. En 1857, il devient suffragant du nouvel archidiocèse de Valladolid.
En 1885 un administrateur apostolique met fin à la dépendance avec Salamanque et en 1950, l'idée de supprimer le diocèse comme prévu dans le concordat est définitivement abandonnée et un évêque est élu à la tête du diocèse. 
Après le concordat de 1953, le 20 juillet 1958, le diocèse de Ciudad Rodrigo donne au diocèse de Coria-Caceres l'archidiaconé de la Sierra de Gata en échange de quelques paroisses dans la province de Salamanque pour adapter les frontières du diocèse à celles de la province administrative.